# Aploactinidae
Famille
Les Aploactinidae forment une famille de poissons téléostéens de l'ordre des Scorpaeniformes.

## Liste des genres
| Selon World Register of Marine Species (13 mai 2014) : - genre Acanthosphex Fowler, 1938 - genre Adventor Whitley, 1952 - genre Aploactis Temminck & Schlegel, 1843 - genre Aploactisoma Castelnau, 1872 - genre Bathyaploactis Whitley, 1933 - genre Cocotropus Kaup, 1858 - genre Erisphex Jordan & Starks, 1904 - genre Kanekonia Tanaka, 1915 - genre Matsubarichthys Poss et Johnson, 1991 - genre Neoaploactis Eschmeyer et Allen, 1978 - genre Paraploactis Bleeker, 1864 - genre Peristrominous Whitley, 1952 - genre Prosoproctus Poss et Eschmeyer, 1979 - genre Pseudopataecus Johnson, 2004 - genre Ptarmus Smith, 1947 - genre Sthenopus Richardson, 1848 - genre Xenaploactis Poss et Eschmeyer, 1980 | Selon ITIS (13 mai 2014) : - genre Acanthosphex Fowler, 1938 - genre Adventor Whitley, 1952 - genre Aploactisoma Castelnau, 1872 - genre Bathyaploactis Whitley, 1933 - genre Coccotropsis Barnard, 1927 - genre Cocotropus Kaup, 1858 - genre Erisphex Jordan et Starks, 1904 - genre Kanekonia Tanaka, 1915 - genre Matsubarichthys Poss et Johnson, 1991 - genre Neoaploactis Eschmeyer et Allen, 1978 - genre Paraploactis Bleeker, 1864 - genre Peristrominous Whitley, 1952 - genre Prosoproctus Poss et Eschmeyer, 1979 - genre Pseudopataecus Johnson, 2004 - genre Ptarmus Smith, 1947 - genre Sthenopus Richardson, 1848 - genre Xenaploactis Poss et Eschmeyer, 1980 | Selon FishBase (13 mai 2014) : - genre Acanthosphex - genre Adventor - genre Aploactis - genre Aploactisoma - genre Bathyaploactis - genre Cocotropus - genre Erisphex - genre Kanekonia - genre Matsubarichthys - genre Neoaploactis - genre Paraploactis - genre Peristrominous - genre Prosoproctus - genre Ptarmus - genre Sthenopus - genre Xenaploactis |

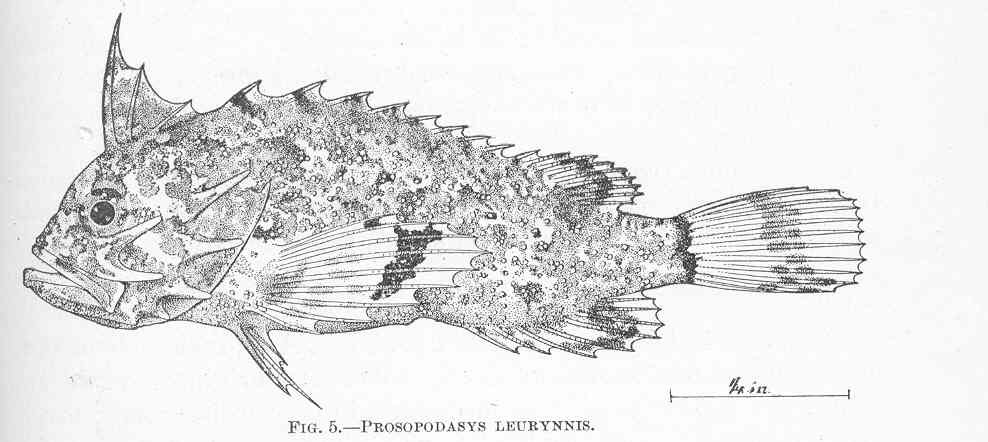
Acanthosphex leurynnis
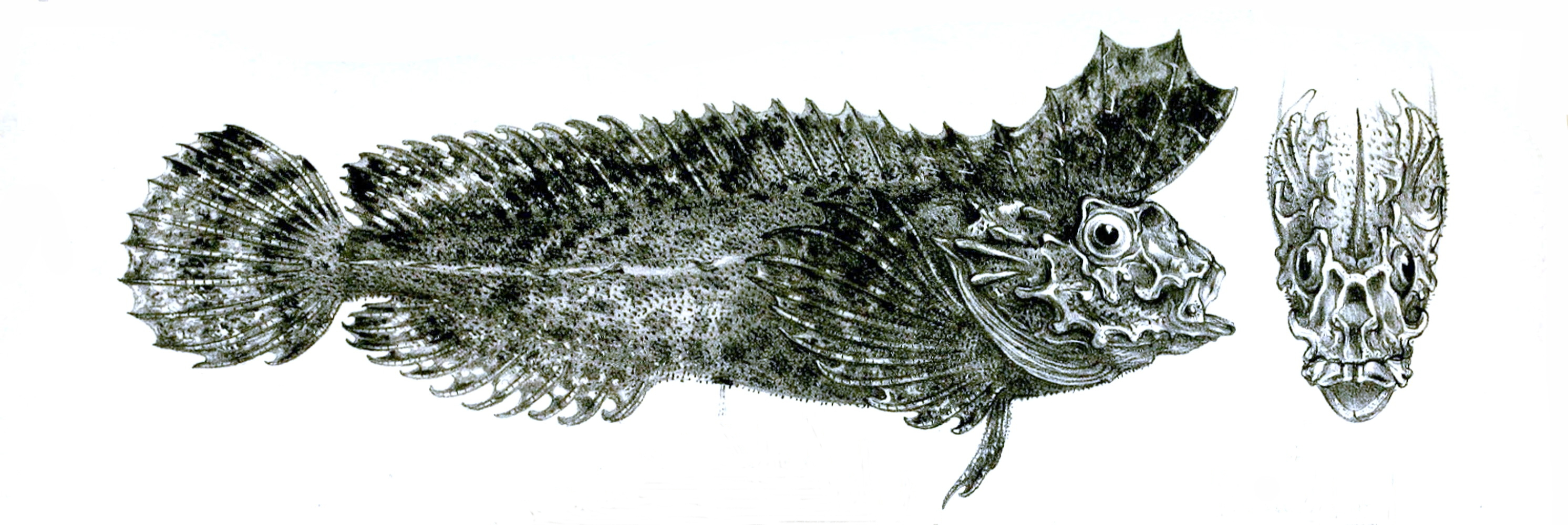
Aploactisoma milesii
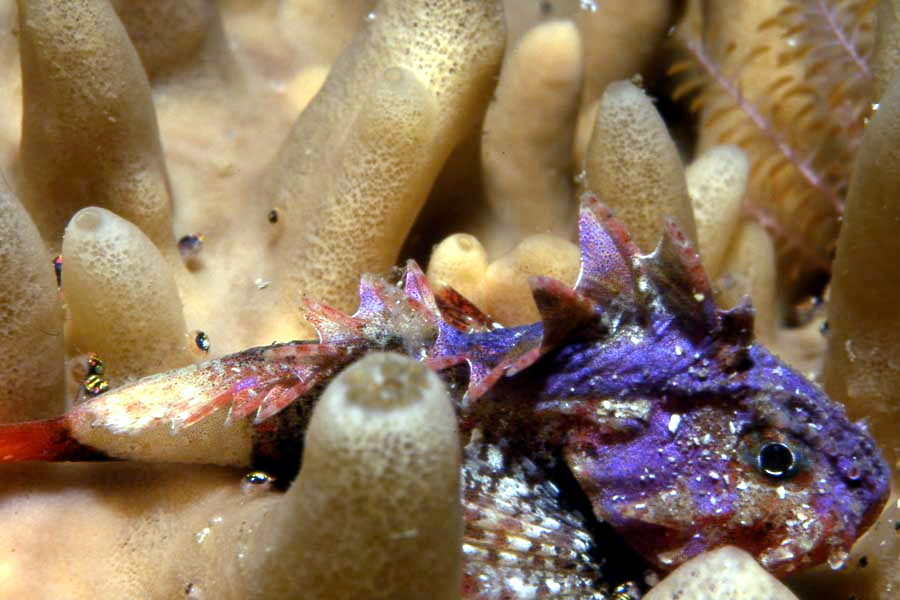
Coccotropsis gymnoderma
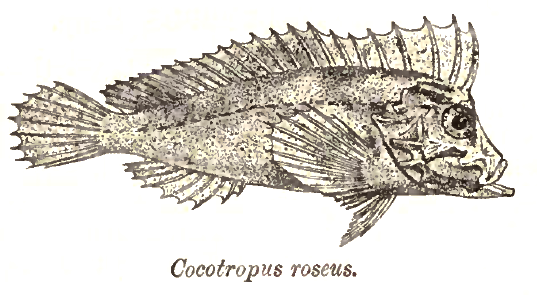
Cocotropus roseus
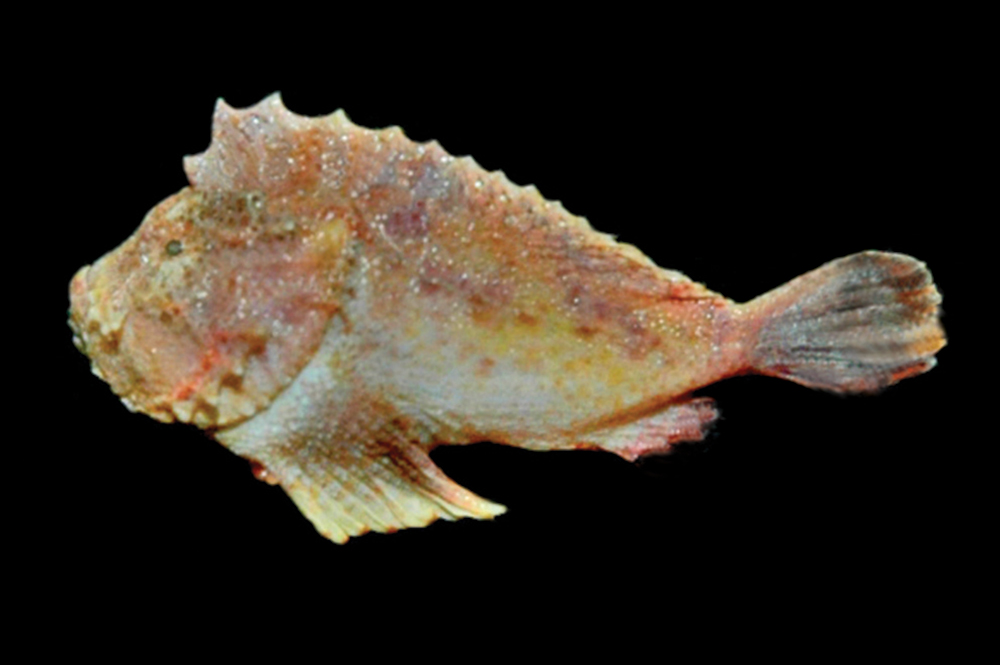
Kanekonia queenslandica